# Hampden (Massachusetts)
Hampden és una població dels Estats Units a l'estat de Massachusetts. Segons el cens del 2000 tenia 5.171 habitants.

## Demografia
Segons el cens del 2000, Hampden tenia 5.171 habitants, 1.818 habitatges, i 1.463 famílies. La densitat de població era de 101,7 habitants/km².
Dels 1.818 habitatges en un 37,3% hi vivien nens de menys de 18 anys, en un 71,6% hi vivien parelles casades, en un 6,1% dones solteres, i en un 19,5% no eren unitats familiars. En el 16,2% dels habitatges hi vivien persones soles el 8% de les quals corresponia a persones de 65 anys o més que vivien soles. El nombre mitjà de persones vivint en cada habitatge era de 2,8 i el nombre mitjà de persones que vivien en cada família era de 3,15.
Per edats la població es repartia de la següent manera: un 26,3% tenia menys de 18 anys, un 5,2% entre 18 i 24, un 26,9% entre 25 i 44, un 28,3% de 45 a 60 i un 13,2% 65 anys o més.
L'edat mediana era de 41 anys. Per cada 100 dones de 18 o més anys hi havia 91,7 homes.
La renda mediana per habitatge era de 65.662 $ i la renda mediana per família de 75.407$. Els homes tenien una renda mediana de 49.320 $ mentre que les dones 30.870$. La renda per capita de la població era de 26.690$. Entorn de l'1,4% de les famílies i el 2,2% de la població estaven per davall del llindar de pobresa.